# آلیچه میتسائو

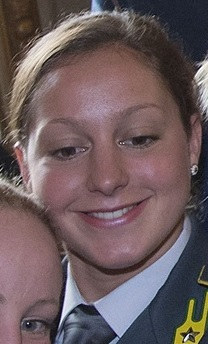
آلیچه میتسائو

آلیچه میتسائو (به ایتالیایی: Alice Mizzau) (زادهٔ ۱۸ مارس ۱۹۹۳) شناگر اهل ایتالیا است.